# Commission of Small Island States on Climate Change and International Law
Die Commission of Small Island States on Climate Change and International Law, kurz COSIS, ist eine von Antigua und Barbuda und Tuvalu gegründete Internationale Organisation. Im Namen der kleinen Inselstaaten versucht sie den Klimawandel mit Hilfe des Internationalen Rechts zu bekämpfen. Hierfür beantragt sie Rechtsgutachten, etwa vor dem Internationalen Seegerichtshof.

## Geschichte
Die Kommission wurde zu Beginn der COP26 gegründet, um ein Zeichen an die Weltklimakonferenz zu senden. Sie steht in enger Verbindung zur Alliance of Small Island States, die wenige Tage zuvor eine Leaders' Declaration (Erklärung der Staats- und Regierungschefs) angenommen hatte.
Im Dezember 2022 beantragte die Kommission ein Rechtsgutachten des ISGH, um die Frage zu klären, welche völkerrechtlichen Verpflichtungen zum Klimaschutz sich aus UN-Seerechtsübereinkommen (UNCLOS) und anderen relevanten Völkerrechtstiteln ergeben. Im Mai 2024 legte der Seegerichtshof das Gutachten vor. Er stellt darin fest, dass von Menschen verursachte Treibhausgase eine Verschmutzung der Meere darstellen. Die Staaten seien durch das UNCLOS verpflichtet, alle notwendigen Maßnahmen zu ergreifen, um diese zu verhindern, zu verringern, zu kontrollieren und sich um eine Harmonisierung ihrer Politiken zu bemühen. Andere Abkommen, z. B. das Übereinkommen von Paris, entbänden sie davon nicht.
Im März 2023 beantragte die UN-Generalversammlung auf Initiative der kleinen Inselstaaten ebenso ein Rechtsgutachten vom Internationalen Gerichtshof, um die rechtlichen Verpflichtungen der Staaten zur Verhütung des Klimawandels zu klären.
Seit der Gründung sind dem COSIS-Vertrag sechs beziehungsweise sieben weitere Staaten beigetreten.

## Aufbau
Der COSIS-Vertrag setzt sich als Ziel, dass jeder Mitgliedstaat der Alliance of Small Island States ebenso dem Abkommen beitritt. Jeder Staat, welcher COSIS-Vertragspartei ist, ist ebenso ein Mitglied der Kommission. Die Mitglieder wählen mehrheitlich einen Vorsitz und Co-Vorsitz der Kommission. Die Entscheidungen der Kommission sollen generell im Konsens, wenn nicht anders möglich jedoch auch durch Mehrheitsentscheid bestimmt werden.